# 3alfa-idrossisteroide deidrogenasi (A-specifica)
La 3alfa-idrossisteroide deidrogenasi (A-specifica) è un enzima appartenente alla classe delle ossidoreduttasi, che catalizza la seguente reazione:
androsterone + NAD(P)+ ⇄ 5α-androstano-3,17-dione + NAD(P)H + H+
L'enzima agisce anche sugli 3α-idrossisteroidi. Specifico alla forma A, utilizza sia il NAD+ che il NADP.+.